# Tweede Kamerverkiezingen 1897

Overzicht naar district

De Tweede Kamerverkiezingen 1897 waren algemene Nederlandse verkiezingen voor de Tweede Kamer der Staten-Generaal. Zij vonden plaats op 15 juni 1897.
De verkiezingen werden gehouden als gevolg van de afloop van de zittingstermijn van de Tweede Kamer die gekozen was bij de verkiezingen van 1894. 
Bij de herziening van de Kieswet in 1896 waren de criteria voor opname in het kiezersregister aanzienlijk verruimd; als gevolg hiervan verdubbelde het aantal kiesgerechtigden. Tevens werden de meervoudige kiesdistricten die nog resteerden opgeheven en omgezet in enkelvoudige kiesdistricten.
Nederland was vanaf 1897 verdeeld in 100 kiesdistricten; in elk kiesdistrict werd één lid van de Tweede Kamer gekozen. Om gekozen te worden moest een kandidaat de absolute meerderheid van de in een kiesdistrict uitgebrachte geldige stemmen behalen. In 50 kiesdistricten was een tweede verkiezingsronde benodigd vanwege het niet-behalen van de absolute meerderheid door een van de kandidaten; voor deze tweede ronde plaatsten zich de twee hoogstgeëindigde kandidaten uit de eerste ronde. De tweede ronde vond plaats op 25 juni 1897.

## Uitslag

### Opkomst
|                  | 1894    | 1894      | 1897    | 1897  |
| # stemmen        | %       | # stemmen | %       |       |
| ---------------- | ------- | --------- | ------- | ----- |
| Kiesgerechtigden | 299.391 |           | 576.367 |       |
| Niet opgekomen   | 128.124 | 42,79     | 157.737 | 27,64 |
| Opkomst          | 171.267 | 57,21     | 418.630 | 72,36 |

### Verkiezingsuitslag
| partij/groepering                     | 1894   | 1897   | +/− |
| partij/groepering                     | zetels | zetels | +/− |
| ------------------------------------- | ------ | ------ | --- |
| vrijzinnig-democratische Kamerclub    | 32/30  | 23     | −7  |
|                                       |        |        |     |
| bahlmannianen                         | 20/19  |        |     |
| schaepmannianen                       | 5/6    |        |     |
| katholieken                           | −      | 22     |     |
| subtotaal                             | 25     | 22     | −3  |
|                                       |        |        |     |
| Anti-Revolutionaire Partij            | 7      | 15     | +8  |
| Liberale Unie                         | 4/3    | 13     | +10 |
| vrije liberalen                       | 19/18  | 10     | −8  |
| Vrij-Antirevolutionaire Partij        | 7/6    | 5      | −1  |
| Radicale Bond                         | 2      | 3      | +1  |
| conservatief-liberalen                | 2      | 2      | 0   |
| Sociaal-Democratische Arbeiderspartij | −      | 2      | +2  |
| onafhankelijk a.r.                    | 1      | 1      | 0   |
| radicaal-liberaal                     | 1      | 1      | 0   |
| groep-Staalman                        | −/1    | 1      | 0   |
| Christelijk-Historische Kiezersbond   | −      | 1      | +1  |
| vrije socialist                       | −      | 1      | +1  |
| vacatures                             | −/4    | 0      | −4  |
| totaal                                | 100    | 100    | 0   |

### Gekozen leden
Bij deze verkiezingen werden 79 leden herkozen, waarvan vier hun benoeming niet aanvaardden vanwege hun toetreding tot het na de verkiezingen gevormde kabinet-Pierson. Vijf leden hadden aangegeven niet herkiesbaar te zijn, terwijl zestien aftredende leden verslagen werden.
Onderstaand volgen enkele bijzonderheden:
- in het kiesdistrict Alkmaar werd Eduard Fokker (vrijzinnig-democratische Kamerclub) gekozen in de vacature ontstaan door het overlijden van Adrianus de Lange (liberalen) in de vorige zittingsperiode;

- in het nieuw ingestelde kiesdistrict Amsterdam I werd Menso Pijnappel (conservatief-liberalen) herkozen[9][10];

- in het nieuw ingestelde kiesdistrict Amsterdam II werd Herman Groen (vrije liberalen) gekozen;

- in het nieuw ingestelde kiesdistrict Amsterdam III werd Abraham Hartogh (vrijzinnig-democratische Kamerclub) herkozen[11];

- in het nieuw ingestelde kiesdistrict Amsterdam IV werd Johan Gleichman (vrije liberalen) herkozen[12];

- in het nieuw ingestelde kiesdistrict Amsterdam V werd Theodore Ketelaar (RB) gekozen;

- in het nieuw ingestelde kiesdistrict Amsterdam VI werd in eerste instantie Jacob Cremer (vrijzinnig-democratische Kamerclub) gekozen. Hij besloot echter zijn kandidatuur niet te aanvaarden vanwege zijn benoeming als bewindspersoon in het kabinet-Pierson. Om in de ontstane vacature te voorzien werd in Amsterdam VI een naverkiezing gehouden waarbij Willem Geertsema (vrije liberalen) gekozen werd;

- in het nieuw ingestelde kiesdistrict Amsterdam VII werd Bernardus Heldt (vrijzinnig-democratische Kamerclub) herkozen[13];

- in het nieuw ingestelde kiesdistrict Amsterdam VIII werd Piet Nolting (RB) gekozen;

- in het nieuw ingestelde kiesdistrict Amsterdam IX was in eerste instantie Johannes Tak van Poortvliet herkozen.[14] Tak van Poortvliet was echter tevens gekozen in het kiesdistrict Beverwijk waaraan hij de voorkeur gaf.[15] Om in de ontstane vacature te voorzien werd in Amsterdam IX een naverkiezing gehouden waarbij Arnold Kerdijk (vrijzinnig-democratische Kamerclub) herkozen werd[16][17];

- in het kiesdistrict Beverwijk versloeg Johannes Tak van Poortvliet (50,8%, vrijzinnig-democratische Kamerclub) het aftredende lid Theodorus Borret (49,2%, schaepmannianen);

- in het kiesdistrict Breukelen versloeg Jan de Waal Malefijt (54,4%, ARP) het aftredende lid Jan Huydecoper van Maarsseveen en Nigtevecht (36,5%, liberalen);

- in het kiesdistrict Delft werd Henri van de Velde (ARP) gekozen in de vacature ontstaan door het overlijden van Gerard Beelaerts van Blokland (VAR) in de vorige zittingsperiode;

- in het kiesdistrict Deventer versloeg Jan Stoffel (59,0%, vrijzinnig-democratische Kamerclub) het aftredende lid Albertus van Delden (41,0%, vrije liberalen);

- in het kiesdistrict Ede versloeg Lodewijk van Asch van Wijck (60,7%, ARP) het aftredende lid Antoon van Borssele (11,8%, vrije liberalen);

- in het kiesdistrict Enkhuizen werd Aris Kool (LU) bij een naverkiezing gekozen in de vacature ontstaan door het overlijden van Jan Zijp (LU) in de vorige zittingsperiode;

- in het kiesdistrict Enschede versloeg in eerste instantie Nicolaas Pierson (53,6%, LU) het aftredende lid Antonius Vos de Wael (46,4%, schaepmannianen). Hij besloot echter zijn kandidatuur niet te aanvaarden vanwege zijn benoeming als bewindspersoon in het kabinet-Pierson. Om in de ontstane vacature te voorzien werd in Enschede een naverkiezing gehouden[18] waarbij Henri van Kol (SDAP) gekozen werd;

- in het nieuw ingestelde kiesdistrict 's-Gravenhage I werd Johannes Krap (ARP) gekozen;

- in het nieuw ingestelde kiesdistrict 's-Gravenhage II werd Jan Conrad (vrije liberalen) herkozen[19];

- in het nieuw ingestelde kiesdistrict 's-Gravenhage III versloeg Jacobus Pijnacker Hordijk (35,0%, vrijzinnig-democratische Kamerclub) Henri Guyot (18,8%, vrije liberalen)[20];

- in het kiesdistrict Gulpen werd Joseph Merckelbach (katholieken) gekozen in de vacature ontstaan door het aftreden van Iwan de Marchant et d'Ansembourg (bahlmannianen) die had aangegeven niet herkiesbaar te zijn;

- in het kiesdistrict Hilversum versloeg Schelto van Heemstra (50,3%, ARP) het aftredende lid Jan Quarles van Ufford (25,9%, VAR);

- in het nieuw ingestelde kiesdistrict Hoogezand werd Jacob Veegens (vrijzinnig-democratische Kamerclub) herkozen[21];

- in het kiesdistrict Leeuwarden versloeg in eerste instantie Pieter Jelles Troelstra (50,9%, SDAP) het aftredende lid Carel Gerritsen (49,1%, RB). Troelstra was echter tevens gekozen in de kiesdistricten Tietjerksteradeel en Winschoten[15]; hij gaf de voorkeur aan Tietjerksteradeel. Om in de ontstane vacature te voorzien werd in Leeuwarden een naverkiezing gehouden[22] waarbij Hendrik Pyttersen (LU)[23] gekozen werd;

- in het kiesdistrict Leiden werd Antonius van Kempen (ARP) gekozen in de vacature ontstaan door het aftreden van Hendrik Bool (vrije liberalen) die had aangegeven niet herkiesbaar te zijn;

- in het kiesdistrict Lochem was in eerste instantie Cornelis Lely (vrijzinnig-democratische Kamerclub) herkozen. Hij besloot echter zijn kandidatuur niet te aanvaarden vanwege zijn benoeming als bewindspersoon in het kabinet-Pierson. Om in de ontstane vacature te voorzien werd in Lochem een naverkiezing gehouden waarbij Lely wederom gekozen werd[24];

- in het kiesdistrict Loosduinen versloeg Anthony Brummelkamp (55,6%, ARP) het aftredende lid Arnoldus van Berckel (44,4%, schaepmannianen);

- in het kiesdistrict Ridderkerk werd Allard van der Borch van Verwolde (ARP) gekozen in de vacature ontstaan door het aftreden van Arie Smit (vooruitstrevende liberalen) die had aangegeven niet herkiesbaar te zijn;

- in het nieuw ingestelde kiesdistrict Rotterdam I versloeg Johannes de Visser (52,9%, CHK) het aftredende lid Rudolf Mees (47,1%, vrije liberalen)[25];

- in het nieuw ingestelde kiesdistrict Rotterdam II werd Dirk de Klerk (vrijzinnig-democratische Kamerclub) gekozen;

- in het nieuw ingestelde kiesdistrict Rotterdam III werd Joor Verheij (LU) gekozen;

- in het nieuw ingestelde kiesdistrict Rotterdam IV werd George Hintzen (vrije liberalen) herkozen[26];

- in het nieuw ingestelde kiesdistrict Rotterdam V werd Eduard van Raalte (vrijzinnig-democratische Kamerclub) gekozen in de vacature ontstaan door het aftreden van Jan van Gennep (vrije liberalen) in de vorige zittingsperiode;

- in het kiesdistrict Schoterland versloeg Geert van der Zwaag (54,0%, vrije socialist) het aftredende lid Hendrik Pyttersen (46,0%, vooruitstrevende liberalen);

- in het kiesdistrict Sneek versloeg Jan van Gilse (50,01%, vrijzinnig-democratische Kamerclub) het aftredende lid Theo Heemskerk (49,99%, ARP);

- in het kiesdistrict Tietjerksteradeel[27] versloeg Pieter Jelles Troelstra (28,4%, SDAP) het aftredende lid Hubert de Kanter (19,8%, vooruitstrevende liberalen);

- in het nieuw ingestelde kiesdistrict Utrecht I werd Abraham van Karnebeek (vrije liberalen) herkozen[28];

- in het nieuw ingestelde kiesdistrict Utrecht II werd Jacob Bastert (conservatief-liberalen) herkozen[29];

- in het kiesdistrict Weststellingwerf[30] werd Wesselius Houwing (vrijzinnig-democratische Kamerclub) herkozen;

- in het kiesdistrict Wijk bij Duurstede versloeg Maurits van Asch van Wijck (59,1%, ARP) het aftredende lid Willem de Beaufort (33,5%, vrije liberalen);

- in het kiesdistrict Winschoten versloeg in eerste instantie Pieter Jelles Troelstra (27,0%, SDAP) het aftredende lid Boelo Tijdens (24,1%, radicaal-liberalen). Troelstra was echter tevens gekozen in de kiesdistricten Leeuwarden en Tietjerksteradeel[15]; hij gaf de voorkeur aan Tietjerksteradeel. Om in de ontstane vacature te voorzien werd in Winschoten een naverkiezing gehouden waarbij Tijdens alsnog herkozen werd;

- in het kiesdistrict Zutphen was in eerste instantie Hendrik Goeman Borgesius (vrijzinnig-democratische Kamerclub) herkozen. Hij besloot echter zijn kandidatuur niet te aanvaarden vanwege zijn benoeming als bewindspersoon in het kabinet-Pierson. Om in de ontstane vacature te voorzien werd in Zutphen een naverkiezing gehouden waarbij Goeman Borgesius wederom gekozen werd.[24]

De zittingsperiode van de Tweede Kamer ging in op 21 september 1897 en eindigde op 16 september 1901. De zittingstermijn van Tweede Kamerleden bedroeg vier jaar.

## Formatie
De niet-confessionele partijen behaalden bij de verkiezingen de meerderheid. Op 27 juli 1897 trad het kabinet-Pierson aan, bestaande uit leden van de vrijzinnig-democratische Kamerclub, de Liberale Unie en de vrije liberalen.